# Robert Hughes
Robert Studley Forrest Hughes (Sídney, 28 de julio de 1938-Nueva York, 6 de agosto de 2012) fue un escritor y crítico de arte australiano. 
Se instaló en Nueva York en 1970 y desde entonces ejerció de crítico de arte en la revista Time. Entre los numerosos galardones que recibió se encuentra el premio El Brusi de literatura y comunicación concedido por la Olimpiada Cultural de Barcelona. En el año 2000 fue el encargado de realizar el pregón de las Fiestas de la Mercè de Barcelona, con un discurso en el que reivindicó las culturas locales y puso la ciudad como modelo de transformación urbana. En 2006 fue galardonado con la Creu de Sant Jordi, distinción otorgada por la Generalidad de Cataluña.
Crítico de ácida pluma, sobre la obra del pintor Francis Bacon afirmó que no podía calificarse más que de «papel para atrapar moscas», y del arte posmoderno dijo que era «el vómito de los 80». Sobre Francisco de Goya destacó su «implacable e inagotable modernidad».

## Obras
- The Fatal Shore, 1987....
- Lucian Freud Paintings, Thames & Hudson, 1989.
- Nothing if Not Critical: Selected Essays on Art and Artists, The Harvill Press, 1991. [A toda crítica, Anagrama, 1992]
- Barcelona, Vintage, 1992. [Traducido: Barcelona, Anagrama, 1996]
- Culture of Complaint, 1993. [La cultura de la queja, Anagrama, 1994]
- A Jerk on One End: Reflections of a Mediocre Fisherman, 1998.
- American Visions: The Epic History of Art in America, The Harvill Press, 1998.
- The Art of Australia, 1966.
- The Shock of the New: Art and the Century of Change, 1991.
- Goya, Vintage, 2004. [Traducción: Goya, Galaxia Gutenberg, 2004]
- Rome: A Cultural, Visual and Personal History, Knopf, New York, 2011. [Traducción: Roma. Una historia cultural, ed. Crítica, 2011].